# Kitani Minoru
Kitani Minoru (木谷実, Kitani Minoru, 25 de Janeiro, 1909 - 19 de Dezembro, 1975) foi um dos mais celebrados jogadores profissionais do Go e professor no século XX no Japão

## Biografia
Ele ganhou o apelido de "O Prodigio" depois de ganhar maravilhosamente um torneio. Ele derrotou oito adversários no Kiseisha em 1928. Enfrentou em um célebre jogo o então aposentado Honinbo Shusai, partida esta que foi eternizada  na obra "The Master of Go", do vencedor do prêmio Nobel de Literatura Yasunari Kawabata. Em 1954 ele enfrentou uma Hemorragia cerebral, mas recuperou-se breve. Sua condição voltou em 1964, e ele se aposentou. Kitani foi agraciado com o prêmio Okura em 1967.
Segoe Kensaku, um amigo e rival de Kitani, o chamava de "O Grande Kitani" devido a sua estranha força relativa ao Go. 

## Relação comGo Seigen
Ele foi um jovem prodígio, que rapidamente atraiu atenção depois do fundamento da Nihon Ki-in em 1924. Se tornou um grande rival, e amigo de Go Seigen, este último, um chinês que foi tentar a carreira profissional no Japão.
Seigen e Kitani foram a vanguarda do Shinfuseki ou teoria da "Nova Abertura", período entre 1933-1936 que viu grandes inovações na Teoria de Abertura do Go.
Go Seigen e Kitani se enfrentaram no Kamakura jubango, em 1939, o mais celebrado jubango do século, que terminou na decisiva vitória de Go Seigen. A carreira de Kitani nunca voltou ao que era; ele fora prejudicado também pela falta de saúde, e nas condições de seu coração. Ele foi mais tarde conhecido por um estilo de idiossincrasia espetacular, com grande ênfase na segurança de território.

## Dojo Kitani
Kitani foi posteriormente considerado o maior proliferador de futuros jogadores profissionais. O Dojo Kitani, que começou a nascer depois de 1945  no interior da casa de Kitani, foi praticamente conduzido por sua esposa, ensinando toda uma geração de grandes jogadores que dominaram o Go japonês desde o inicio dos anos 70 até meados de 1990.  Sua própria filha Reiko (1939–1996) alcançou o 6º dan e venceu o "All-Japan Women's Championship" varias vezes, e  casou-se com um de seus melhores estudantes, Koichi Kobayashi. Seu filho por sua vez, Izumi Kobayashi, neta de Kitani, é agora uma das principais jogadoras do Japão. Até sua morte, ele ensinou cerca de 60 estudantes, 40 passaram a se tornar profissionais. O total de rank dan de todos os estudantes é por volta de 250.

## Promoção dan
| 1 dan | 1924 |
| 2 dan | 1926 |
| 3 dan | 1926 |
| 4 dan | 1927 |
| 5 dan | 1929 |
| 6 dan | 1933 |
| 7 dan | 1935 |
| 8 dan | 1942 |
| 9 dan | 1956 |

| Títulos             | Anos Detidos |
| ------------------- | ------------ |
| Atual               | 1            |
| NHK Cup             | 1960         |
| Extinto             | 2            |
| Asashi Top Position | 1957, 1958   |
| Titulo              | Anos Perdidos    |
| ------------------- | ---------------- |
| Atual               | 5                |
| Honinbo             | 1947, 1953, 1959 |
| NHK Cup             | 1958, 1961       |
| Extitno             | 3                |
| NHK Championship    | 1958             |
| Asashi Top Position | 1959             |
| Igo Senshuken       | 1958             |

1. 

- Interview with Tsuchida
- Gobase page on Kitani Minoru
- Sensei’s Library on Kitani Minoru
- Sensei’s Library on the Kitani dojo

- Este artigo foi inicialmente traduzido, total ou parcialmente, do artigo da Wikipédia em inglês cujo título é «Minoru Kitani», especificamente desta versão.